# 和田菜穂子
和田 菜穂子（わだ なほこ）は、日本の建築史家。北欧と日本の近代住宅史を専門とする。

## 経歴
新潟県に生まれる。1992年、青山学院大学経営学部経営学科を卒業する。2000年から2001年にかけて、黒川紀章建築都市設計事務所で秘書を務める。2003年、慶應義塾大学大学院政策・メディア研究科修士課程を修了する。2004年から2005年にかけて、神奈川県立近代美術館で学芸員を務める。
2006年、同大学院政策・メディア研究科博士課程を単位取得退学する。2006年から2008年にかけて、コペンハーゲン大学大学院人文学部の客員研究員を務める。2007年、慶應義塾大学より博士（学術）を取得する。2008年から2009年にかけて、慶應義塾大学グローバルCOE研究員を務める。
2008年から2009年にかけて、再び神奈川県立近代美術館で学芸員を務める。2009年から2014年にかけて、東北芸術工科大学教養教育センター／美術館大学センターの准教授を務める。2009年より、慶應義塾大学文学部の非常勤講師を務めている。2015年から2016年にかけて、東京藝術大学大学院美術研究科の特任准教授を務める。
2016年、一般社団法人東京建築アクセスポイントを設立し、代表理事に就任する。2016年より、慶應義塾大学理工学部の非常勤講師を務めている。2019年より、中央大学文学部の非常勤講師を務めている。2021年より、清泉女子大学の非常勤講師を務めている。2022年より、東京家政大学家政学部造形表現学科准教授を務めている。

## 著作
- 近代ニッポンの水まわり 台所・風呂・洗濯のデザイン半世紀（2008年 学芸出版社）
- アルネ・ヤコブセン 時代を超えた造形美（2010年 学芸出版社）
- 北欧モダンハウス 建築家が愛した自邸と別荘（2012年 学芸出版社）
- 北欧建築紀行 幸せのかけらを探して（2013年 山川出版社）
- アルヴァ・アアルト もうひとつの自然（2018年 国書刊行会）
- ウッツォンの窓の家 マヨルカ島の《キャン・リス》をめぐる断章（2019年 彰国社）
- 山手線の名建築さんぽ（2022年　エクスナレッジ）